# Isabella di Capua
Isabella di Capua (1510 – Napoli, 17 settembre 1559) è stata una nobile italiana, principessa di Melfi e Molfetta e contessa di Campobasso e Guastalla.

## Biografia

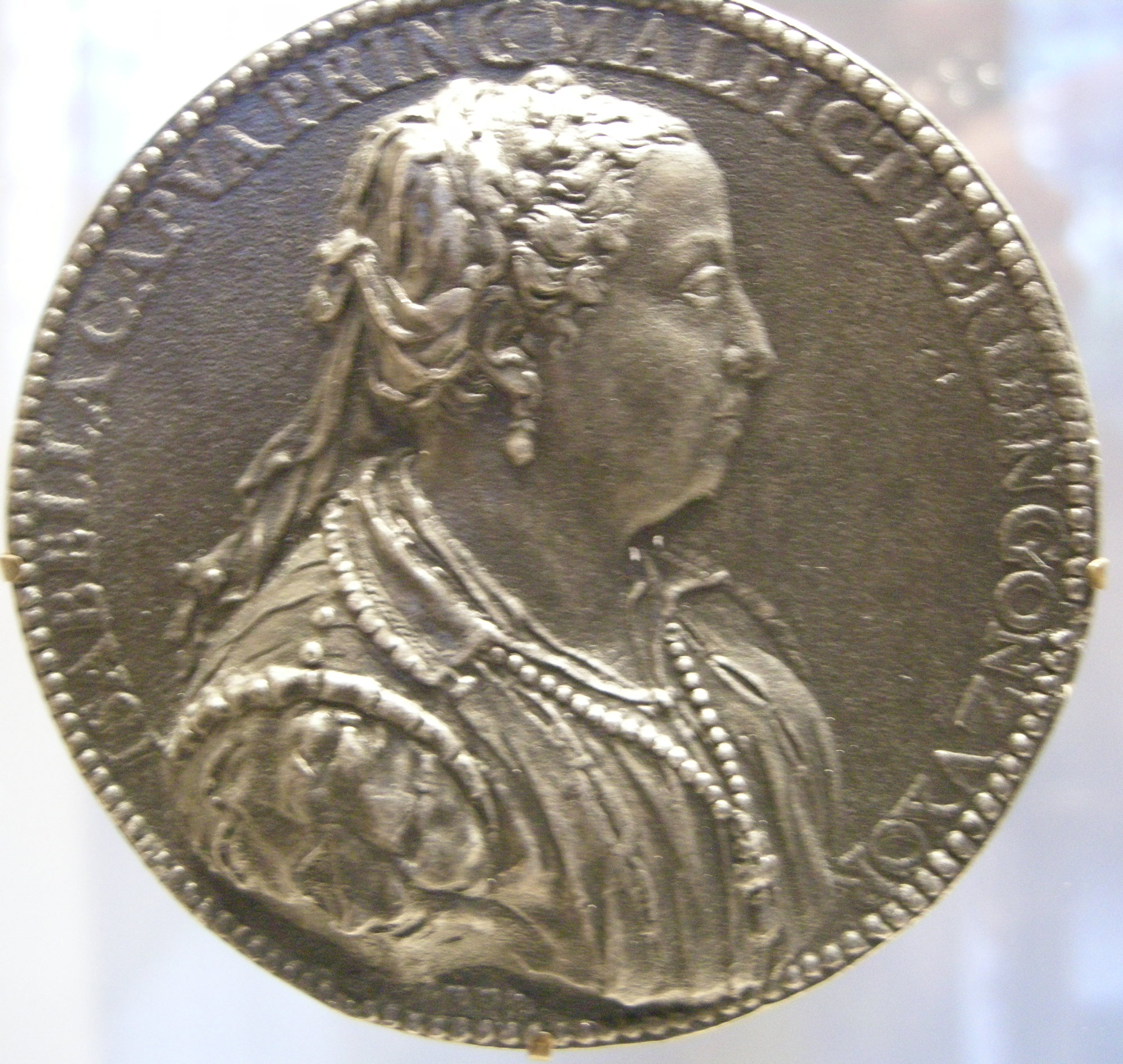
Jacopo Nizzola, Medaglia di Isabella di Capua, 1550 circa

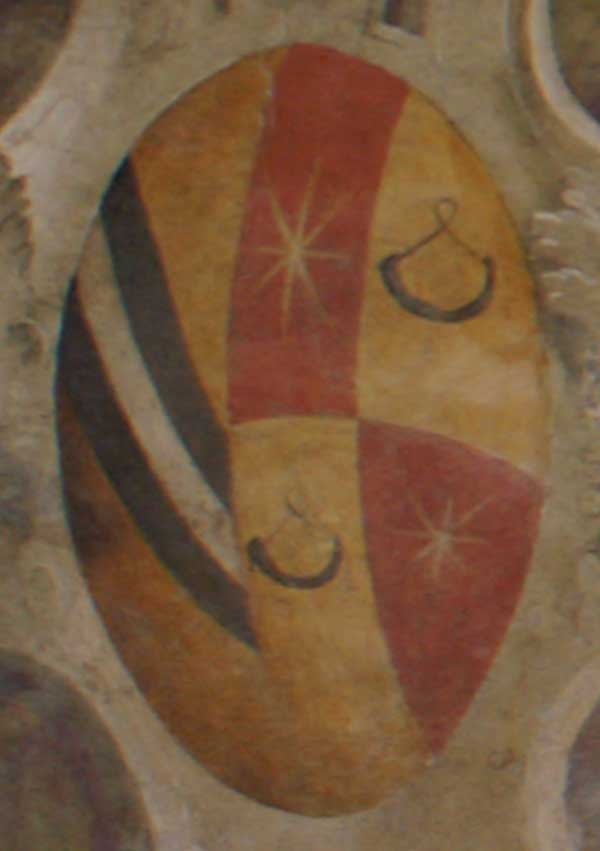
Stemma della famiglia dei Di Capua-Del Balzo, cui apparteneva Isabella

Isabella di Capua era la figlia primogenita di Ferrante di Capua, principe di Molfetta, 2º duca di Termoli, marchese di Specchia e conte di Alessano, e di Antonicca del Balzo.
Fu promessa sposa a Troiano Caracciolo, principe di Melfi, che sposò. Il matrimonio venne annullato per motivi politici da papa Clemente VII nel 1530; nello stesso anno si risposò a Napoli con Ferrante I Gonzaga, conte di Guastalla, capitano e uomo di fiducia dell'imperatore Carlo V d'Asburgo, portando in dote al marito molti feudi, tra cui Campobasso, Chieuti, Giovinazzo, Molfetta, San Paolo di Civitate e Serracapriola. Alla morte della madre ereditò altri feudi, tra cui Alessano e Specchia.
Isabella è ricordata come una donna adulata da poeti e letterati di corte che le dedicarono madrigali e poemetti per la sua bellezza e le sue virtù morali.
Morì a Napoli il 17 settembre 1559.

## Ascendenza
|                            |                    |                                  | Genitori                          |  |  | Nonni |  |  | Bisnonni           |  |  | Trisnonni      |  |
|                            |                    |                                  |                                   |  |  |       |  |  | Francesco di Capua |  |  | Luigi di Capua |  |
|                            |                    |                                  |                                   |  |  |       |  |  | Francesco di Capua |  |  | Luigi di Capua |  |
|                            |                    | Altobella Pandone                |                                   |  |  |       |  |  | Francesco di Capua |  |  |                |  |
| Andrea di Capua            |                    |                                  |                                   |  |  |       |  |  | Francesco di Capua |  |  |                |  |
|                            |                    | Elisabetta Conti                 | Antonio Conti                     |  |  |       |  |  |                    |  |  |                |  |
|                            |                    | Elisabetta Conti                 | Antonio Conti                     |  |  |       |  |  |                    |  |  |                |  |
|                            |                    | Elisabetta Conti                 | Caterina Orsini                   |  |  |       |  |  |                    |  |  |                |  |
| Ferrante di Capua          |                    | Elisabetta Conti                 |                                   |  |  |       |  |  |                    |  |  |                |  |
|                            |                    | Sancho d'Ayerbo d'Aragona        | Sancho d'Ayerbo d'Aragona         |  |  |       |  |  |                    |  |  |                |  |
|                            |                    | Sancho d'Ayerbo d'Aragona        | Sancho d'Ayerbo d'Aragona         |  |  |       |  |  |                    |  |  |                |  |
|                            |                    | Sancho d'Ayerbo d'Aragona        | Maria de Urrea                    |  |  |       |  |  |                    |  |  |                |  |
| Maria d'Ayerbo d'Aragona   |                    | Sancho d'Ayerbo d'Aragona        |                                   |  |  |       |  |  |                    |  |  |                |  |
|                            |                    | Diana/Bianca Sanz                | Arnaldo Sanz                      |  |  |       |  |  |                    |  |  |                |  |
|                            |                    | Diana/Bianca Sanz                | Arnaldo Sanz                      |  |  |       |  |  |                    |  |  |                |  |
|                            |                    | Diana/Bianca Sanz                | Maria Mugnozza                    |  |  |       |  |  |                    |  |  |                |  |
| Isabella di Capua          |                    | Diana/Bianca Sanz                |                                   |  |  |       |  |  |                    |  |  |                |  |
|                            | Raimondo del Balzo | Jacopo del Balzo                 |                                   |  |  |       |  |  |                    |  |  |                |  |
|                            | Raimondo del Balzo | Jacopo del Balzo                 |                                   |  |  |       |  |  |                    |  |  |                |  |
|                            | Raimondo del Balzo | Covella di Tocco                 |                                   |  |  |       |  |  |                    |  |  |                |  |
| Giovan Francesco del Balzo | Raimondo del Balzo |                                  |                                   |  |  |       |  |  |                    |  |  |                |  |
|                            |                    | Antonicca de Gorrettis           | ? de Gorrettis                    |  |  |       |  |  |                    |  |  |                |  |
|                            |                    | Antonicca de Gorrettis           | ? de Gorrettis                    |  |  |       |  |  |                    |  |  |                |  |
|                            |                    | Antonicca de Gorrettis           | Raimondetta Centelles             |  |  |       |  |  |                    |  |  |                |  |
| Antonicca del Balzo        |                    | Antonicca de Gorrettis           |                                   |  |  |       |  |  |                    |  |  |                |  |
|                            |                    | Anghilberto del Balzo            | Francesco II del Balzo            |  |  |       |  |  |                    |  |  |                |  |
|                            |                    | Anghilberto del Balzo            | Francesco II del Balzo            |  |  |       |  |  |                    |  |  |                |  |
|                            |                    | Anghilberto del Balzo            | Sancia di Chiaromonte             |  |  |       |  |  |                    |  |  |                |  |
| Margherita del Balzo       |                    | Anghilberto del Balzo            |                                   |  |  |       |  |  |                    |  |  |                |  |
|                            |                    | Maria Conquesta Orsini del Balzo | Giovanni Antonio Orsini del Balzo |  |  |       |  |  |                    |  |  |                |  |
|                            |                    | Maria Conquesta Orsini del Balzo | Giovanni Antonio Orsini del Balzo |  |  |       |  |  |                    |  |  |                |  |
|                            |                    | Maria Conquesta Orsini del Balzo | ?                                 |  |  |       |  |  |                    |  |  |                |  |
|                            |                    | Maria Conquesta Orsini del Balzo |                                   |  |  |       |  |  |                    |  |  |                |  |

## Discendenza
Isabella di Capua e Ferrante I Gonzaga ebbero sette figli e quattro figlie:
- Anna (1531), morta in giovane età;
- Cesare (1533-1575), conte di Guastalla, il quale sposò Camilla Borromeo;
- Ippolita (1535-1563), andata in sposa nel 1549 a Fabrizio I Colonna, duca di Paliano, e, rimasta di lui vedova nel 1551, nel 1554 ad Antonio Carafa, duca di Mondragone;
- Francesco (1538-1566), cardinale, arcivescovo di Cosenza dal 1562 e vescovo di Mantova dal 1565;
- Andrea (1539-1586), marchese di Specchia;
- Gian Vincenzo (1540-1591), cardinale;
- Ercole (1545-1549);
- Ottavio (1543-1583), il quale sposò prima Isabella da Correggio e poi Cecilia Medici;
- Filippo, morto infante;
- Geronima, morta infante;
- Maria, morta infante.